# Hintere Lehen
Hintere Lehen (amtliche Schreibweise: Lehen (hintere); oberfränkisch: Leja) ist ein Gemeindeteil der Gemeinde Neudrossenfeld im Landkreis Kulmbach (Oberfranken, Bayern). Hintere Lehen liegt in der Gemarkung Brücklein.

## Geographie
Die Einöde Hintere Lehen liegt in direkter Nachbarschaft zu Vordere Lehen im Nordwesten und Fichtelhof im Südosten. Ein Wirtschaftsweg führt zu einem Anliegerweg, der nach Neudrossenfeld zur Kreisstraße KU 11 verläuft (0,9 km südwestlich). Ein weiterer Wirtschaftsweg führt nach Vordere Lehen (0,4 km nordwestlich) bzw. zur KU 11 (0,8 km südöstlich) zwischen Neudrossenfeld im Südwesten und Waldau im Nordosten.

## Geschichte
Im Urbar des Klosters Langheim von 1618 wurden 2 bebaute Sölden bei Brücklein „im Loch“ erwähnt. Loch bedeutet hier Wald oder Gebüsch. 1740 wurde der Ort „Leehen bei Brücklein“ und „Loch auf dem Leehen bei Brücklein“ genannt. Es gab zu dieser Zeit 3 Anwesen. 1838 kam es erstmals zur Unterscheidung zwischen Hintere und Vordere Lehen. Da die Anwesen auf unbebaute Lehen (≙ Ackerland eines Halbhofes) gegründet wurden, erhielten sie diesen Namen.
Gegen Ende des 18. Jahrhunderts bestand „Lehen und Loch“ aus 2 Anwesen (1 Gütlein, 1 Sölde). Das Hochgericht übte das bayreuthische Stadtvogteiamt Kulmbach aus. Der bambergische Langheimer Amtshof war Grundherr der beiden Anwesen.
Von 1797 bis 1810 unterstand der Ort dem Justiz- und Kammeramt Kulmbach. Mit dem Gemeindeedikt wurde Hintere Lehen dem 1811 gebildeten Steuerdistrikt Brücklein und der 1812 gebildeten gleichnamigen Ruralgemeinde zugewiesen. Am 1. Januar 1976 wurde Hintere Lehen im Zuge der Gebietsreform in Bayern nach Neudrossenfeld eingegliedert.

### Einwohnerentwicklung
| Jahr      | 001818 | 001861 | 001871 | 001885 | 001900 | 001925 | 001950 | 001961 | 001970 | 001987 |
| Einwohner | *      | 6      | 4      | 5      | 8      | 6      | 5      | 5      | 6      | 7      |
| Häuser    | *      |        |        | 1      | 1      | 1      | 1      | 1      |        | 1      |
| Quelle    | [ 8 ]  | [ 11 ] | [ 12 ] | [ 13 ] | [ 14 ] | [ 15 ] | [ 16 ] | [ 17 ] | [ 18 ] | [ 1 ]  |

## Religion
Hintere Lehen ist evangelisch-lutherisch geprägt und nach Neudrossenfeld gepfarrt.